# 華梵大學
華梵大學，簡稱華梵，創辦於1990年，原名華梵工學院，1993年更名華梵人文科技學院，1997年改制為華梵大學，是一所位於臺灣新北市石碇區的綜合大學。自2019年，華梵大學將原有的12學系縮減為5學系，同時因應少子化將教育型態朝小班教學的書院型大學方向轉型。

## 學校象徵

### 創辦人
創辦人曉雲法師，為佛教界大德比丘尼，集教育家、宗教家、藝術家於一身，提倡重視德育的覺性教育。

### 校名
以「華梵」為校名，意在彰顯五千年中華文化及兩千年佛教思想，用專業技術服務人群，以高尚品德導正社會。

### 校歌
釋曉雲法師作詞，黃友棣教授作曲

### 創校理念
創辦人釋曉雲法師提倡「覺之教育」，並以「人文與科技融匯，慈悲與智慧相生」 為創校宗旨，「德智能仁」為校訓。「覺」是重視自我反省、開拓心靈智慧的人本教育。以實現人文精神與科學技術的整合，結合儒家忠恕傳統道德及佛教「自覺覺他」的萻薩精神，培養德學相彰，能為時代中流砥柱的棟樑人材。

## 學校環境
位於台灣新北市石碇區豐田里大崙山頂，海拔500至550公尺為國內地理位置第二高的大專院校，僅次於國立暨南國際大學。天氣晴朗時向西南方可見臺北101大樓，向東方遠眺則隱約可見到海面。校區風景優美，有森林大學之譽，校內普遍為相思林，另外在三友路沿線種植梅花、竹子、松樹。校區位於臺北水源特定區，因此校內設有環安衛小組，並設置環保作業管制區、設置焚化爐、淨水廠、污水處理場等系統以確保臺北地區水資源安全衛生。

### 校園建築
- 統理館
- 世用館
- 霓虹館
- 之安館
- 薈萃樓
- 民先館
- 六度樓
- 覺照樓
- 而時館
- 世學館
- 廣欽老和尚紀念圖書館（圖書資訊大樓）[3]
- 于藝館
- 明月樓
- 明鏡樓
- 五明樓
- 華梵堂
- 般若堂(於2012年燒毀，目前已拆除[4] )
- 般若禪苑[5]

## 歷任董事長
| 任別 | 姓名   | 任期                          |
| ---- | ------ | ----------------------------- |
| 1    | 釋曉雲 | 創校 ─2004年10月15日          |
| 2    | 釋修慈 | 2004年10月15日─2008年12月25日 |
| 3    | 釋仁隱 | 2008年12月26日─2010年12月25日 |
| 4    | 釋仁華 | 2010年12月26日─2012年12月25日 |
| 5    | 釋悟觀 | 2012年12月26日─現任           |

## 歷任校長
| 任別 | 姓名   | 任期                         | 備註 |
| ---- | ------ | ---------------------------- | --- |
| 1    | 于傑民 | 創校－1991年1月31日          | |
| 2    | 郭榮趙 | 1991年1月31日－1991年5月31日 | - 曾任： - 華梵大學教務長 - 華梵大學校長 - 文化大學校長 - 中國醫藥大學教授兼院長 - 環球科技大學創辦人 |
| 代理 | 廖清照 | 1991年6月1日－1992年7月31日  | - 曾任： - 華梵大學校長 - 華梵大學工程暨管理學院院長 - 華梵大學圖書館館長 - 華梵大學主任秘書 - 華梵大學教務長 - 華梵大學機械工程學系系主任 - 華梵大學推廣教育中心主任 |
| 3    | 田博元 | 1992年8月1日－1995年7月31日  | |
| 4    | 馬遜   | 1995年8月1日－2005年7月31日  | - 曾任： - 華梵大學校長 - 2006年出家，依止五台山上夢下參老和尚，法號釋隆迅。 |
| 5    | 馬遜   | 1995年8月1日－2005年7月31日  | - 曾任： - 華梵大學校長 - 2006年出家，依止五台山上夢下參老和尚，法號釋隆迅。 |
| 6    | 馬遜   | 1995年8月1日－2005年7月31日  | - 曾任： - 華梵大學校長 - 2006年出家，依止五台山上夢下參老和尚，法號釋隆迅。 |
| 7    | 馬遜   | 1995年8月1日－2005年7月31日  | - 曾任： - 華梵大學校長 - 2006年出家，依止五台山上夢下參老和尚，法號釋隆迅。 |
| 代理 | 顏維謀 | 2005年8月1日－2006年1月31日  | - 曾任： - 華梵大學校長 - 華梵大學教務長 - 華梵大學機械工程學系系主任 - 華梵大學推廣教育中心主任 |
| 8    | 顏維謀 | 2006年2月1日－2010年1月31日  | 後轉任台南大學、台北科技大學 |
| 9    | 顏維謀 | 2006年2月1日－2010年1月31日  | 後轉任台南大學、台北科技大學 |
| 代理 | 簡江儒 | 2010年2月1日－2010年2月8日   | - 曾任： - 華梵大學代理校長 - 華梵大學主任秘書 - 華梵大學工程暨管理學院院長 - 華梵大學推廣教育中心主任 - 華梵大學電子系系主任 - 華梵大學推廣教育長 - 現任： - 華梵大學教務長 - 華梵大學國際事務長 - 華梵大學智慧生活科技學院代理院長 |
| 10   | 朱建民 | 2010年2月8日－2015年7月31日  | - 曾任： - 華梵大學校長 - 華梵大學佛教學院院長 |
| 11   | 朱建民 | 2010年2月8日－2015年7月31日  | - 曾任： - 華梵大學校長 - 華梵大學佛教學院院長 |
| 12   | 高柏園 | 2015年8月1日－2018年7月31日  | - 現任： - 華梵大學東方人文思想研究所所長 - 華梵大學東方人文思想研究所教授 - 華梵大學佛教學院院長 - 華梵大學佛教藝術學系系主任 - 曾任： - 華梵大學校長 - 華梵大學佛教學院院長 - 華梵大學東方人文思想研究所所長 - 華梵大學佛教學系系主任 - 淡江大學中國文學系教授 |
| 13   | 李天任 | 2018年8月1日－2021年7月31日  | - 曾任： - 文化大學校長 - 中國文化大學校友總會理事長 - 文化大學資訊傳播學系教授 - 文化大學新聞暨傳播學院院長 - 華梵大學設計與創意學院代理院長 - 華梵大學董事 - 現任： - 華梵大學佛教藝術學系特聘教授 - 華梵大學校長 |
| 14   | 林從一 | 2021年8月1日－2024年7月31日  | - 曾任： - 國立成功大學副校長 - 國立成功大學人文社會科學中心主任 - 臺北醫學大學人文講座教授 - 臺北醫學大學醫學人文研究所所長 - 臺北醫學大學人文暨社會科學院院長 - 臺灣哲學學會會長 - 國立政治大學通識教育中心主任 - 華梵大學校長 - 現任： - 臺北醫學大學董事會董事 - 高等教育評鑑中心基金會董事 - 教育部顧問 - 教育部人文社會科學教育諮詢會委員 - 中華民國斐陶斐榮譽學會理事 - 中華民國弘一大師紀念學會理事 - 多寶格藝術發展協會副理事長 |
| 15   | 李天任 | 2024年8月1日－現任           | - 曾任： - 文化大學校長 - 中國文化大學校友總會理事長 - 文化大學資訊傳播學系教授 - 文化大學新聞暨傳播學院院長 - 華梵大學設計與創意學院代理院長 - 華梵大學董事 - 現任： - 華梵大學佛教藝術學系特聘教授 - 華梵大學校長 - 華梵大學設計與創意學院代理院長 - 華梵大學智慧生活設計學系代理系主任 |

## 沿革
- 1986年9月26日，正式向教育部提出設校申請。
- 1990年3月28日，「華梵工學院」正式設校，設置工業管理學系、機械工程學系、電子工程學系、建築學系、工業設計學系。于傑民博士出任校長。
- 1992年2月1日，改名「華梵人文科技學院」。
- 1993年，增設中國文學系、東方人文思想研究所碩士班。
- 1994年，增設外國語文學系。
- 1995年，增設機電工程研究所碩士班。
- 1996年，增設工業管理學系碩士班、哲學系及美術學系。
- 1997年8月1日，改名「華梵大學」，設文學院、工學院、藝術設計學院，分別由周春塘、廖清照、楊啟杰擔任首任院長。增設資訊管理學系。開設中等教育學程。
- 1999年，增設環境設計學系。
- 2000年，新增設計研究所碩士班。
- 2001年，增設機電工程研究所博士班、碩士在職專班及資訊管理學系碩士班。
- 2002年，新增東方人文思想研究所博士班、電子工程學系碩士班。東方人文思想研究所、設計研究所、工業管理學系、資訊管理學系等系所增設碩士在職專班。成立應用傳播學程。
- 2003年，環境設計學系改名環境與防災設計學系並增設碩士班。機械工程學系、機電工程研究所合併為機電工程學系（含碩、博士班）；設計研究所之空間設計組與產品設計組分別歸併為建築學系及工業設計學系之碩士班。
- 2004年，增設哲學系碩士班及碩士在職專班。工業管理學系改名工業工程與經營資訊學系（含碩士班）。成立成立師資培育中心。該校創辦人曉雲法師圓寂。
- 2005年，增設中國文學系碩士班。成立語言中心。
- 2006年，增設美術學系碩士班。成立先進製造研究中心、文化資產研究中心、山坡地永續發展研究中心、書法研究中心、曉雲法師研究中心
- 2006年，首度獲教育部核定通過「獎勵大學教學卓越計畫」。教務處增設教學創意發展中心。
- 2008年，成立佛教研修學院並增設佛教學系。
- 2009年，工學院改名工程暨管理學院，佛教研修學院更名為佛教學院。師資培育中心停招教育學程。
- 2009年10月30日，廣欽老和尚紀念圖書館落成啟用典禮。
- 2011年，美術學系改名美術與文創學系。
- 2018年，環境與防災設計學系改名景觀與環境設計學系。
- 2019年，該校轉型發展計畫獲教育部通過，學院系所大幅調整，電子工程學系、資訊管理學系、工業工程與經營資訊學系、中國文學系、外國語文學系、佛教學系、工業設計學系、建築學系、景觀與環境設計學系、哲學系、藝術設計學院學士班等系所全數停招；機電工程學系學士班與碩士班停招；僅美術與文創學系、東方人文思想研究所、機電工程學系博士班繼續招生。整合暨有學院系所，增設智慧生活科技學系（含碩士班與碩士在職專班）、智慧生活設計學系（含碩士班與碩士在職專班）、攝影與VR設計學系（含碩士班與碩士在職專班）、佛教藝術學系（含碩士班與碩士在職專班）。取消原工程暨管理學院、文學院、藝術設計學院之設置，改設人文與藝術學院、智慧生活科技學院、設計與創意學院，分別由黃智陽、林智玲、李天任擔任首任院長，並保留佛教學院。
- 2021年，停招機電工程學系博士班、智慧生活設計學系創意產品與汽車設計碩士班、智慧生活設計學系創意產品與汽車設計碩士在職專班。
- 2021年，第十四任校長林從一就任。

## 組織

### 教學單位
| 人文與藝術學院 | 美術與文創學系（碩、碩專） 美術創作組 文創設計組 書畫藝術組 | 東方人文思想研究所（碩、碩專、博） |

| 智慧生活科技學院 | 智慧生活科技學系（碩、碩專） 智慧產品開發組 大數據與管理組 |  |

| 設計與創意學院 | 智慧生活設計學系（碩、碩專） 創意產品與汽車設計組 空間設計組 | 攝影與VR設計學系（碩、碩專） 攝影與科技藝術組 VR與互動媒體組 |

| 佛教學院 | 佛教藝術學系（碩、碩專） 藝術組 佛學組 |  |

### 行政單位
| 行政單位 | 教務處       | 書院教育處       |
| 行政單位 | 總務處       | 圖書資訊處       |
| 行政單位 | 校長室       | 秘書室           |
| 行政單位 | 人事室       | 會計室           |
| 行政單位 | 運動健康中心 | 軍訓室           |
| 行政單位 | 公共事務處   | 國際暨兩岸事務處 |

### 研究中心
| 研究中心 | 語言中心               | 人文教育研究中心 |
| 研究中心 | 推廣教育中心           | 曉雲法師研究中心 |
| 研究中心 | 書法研究中心           | 文化資產研究中心 |
| 研究中心 | 山坡地永續發展研究中心 |                  |

### 學程
| 智慧生活技學院 | 嵌入式系統學程 |  |

| 人文與藝術學院 | 應用傳播學程     | 心靈成長與療育學程 |
| 人文與藝術學院 | 文化教育事業學程 | 外語學分學程       |

| 設計與創意學院 | 多媒體設計學程 |  |

### 其他單位
| 其他單位 | 華梵文物館 |

## 教研成果

### 首次進入ESI學門排名
中華民國教育部與大學共同捐助成立的評鑑機構「高等教育評鑑中心」公布「2010台灣ESI論文統計結果」，全臺灣僅39校進入ESI學門排名。
華梵大學進入ESI全球排名之學門如下：
- 工程領域

### 西班牙世界大學排名
- 2010年7月「世界大學網路排名」全球第2053名
- 2011年7月「世界大學網路排名」全球第1809名
- 2012年7月「世界大學網路排名」全球第1627名[6]
- 2019年7月「世界大學網路排名」全球第4442名[7]
- 2020年7月「世界大學網路排名」全球第4603名[8]
- 2021年7月「世界大學網路排名」全球第5385名[8]
- 2022年1月「世界大學網路排名」全球第5866名[8]
- 2023年7月「世界大學網路排名」全球第6479名[8]

### 國內評鑑
- 2006年～2014年獲得中華民國教育部「獎勵大學教學卓越計畫」的補助經費[9][10]
- 98年度教育部大專院校體育專案評鑑一等[11]

### 2010抗震盃—地震工程模型製作國際競賽
機電工程學系參加國家地震工程研究中心所舉辦的「2010抗震盃—地震工程模型製作國際競賽」，拿下大專組冠軍。

## 學生社團
| | |  |
| 學生社團 - 學術性社團 - 動漫社 - 創意沙發社 - 橋藝社 - 華梵團契社 - 數位傳播社 - 塔羅社 - 茶藝社 - 環保藝術社 - 工藝材質社 - 華梵四健會 - 藝文性社團 - 沁音國樂社 - 熱門音樂社 - 攝影社 - 吉他社 - 迴聲合唱團 - 手語社 | - 康樂性社團 - 氣球造型社 - 舞蹈研習社 - 魔術社 - 長雲國術社 - 射箭社 - 劍道社 - 美食社 - 熱門舞蹈社 - 羽球社 - 網球社 - 拳擊社 - 撞球社 - 桌球社 - 服務性社團 - 原生社 - 幸運草志工團 - 宿舍聯誼社 - 親善大使社 - 華路美社 - 華梵主持人社 - 紫錐花運動義工社 - 聯誼性社團 - 蘭友會 |  |

## 校內媒體
校內原有兩個隸屬校方的媒體華梵導報 及 華梵鐘聲，但華梵鐘聲自民國94年9月開始與華梵導報合併，故現在只剩下一個媒體。

## 國際學術交流
目前與華梵締結姊妹校的學校列表：
| | | |
| - 美国 - 勞倫斯理工大學 - 北卡羅來納大學彭布魯克分校 - 瑪麗赫斯特大學 - 路易斯-克拉克州立大學 - 新英格蘭大學 - 普渡大學西北分校 - 法界佛教大學 - 阿肯色州立大學 - 莫瑞州立大學 - 摩海德州立大學 - 英国 - 英國帝門大學 - 法國 - 巴黎第八大學哲學系 - 西班牙 - 卡斯蒂利亚拉曼恰大学 | - - 臥龍崗大學 - 南澳大學 - - 威德大學 - 韓國金剛大學 - 慶一大學 - 建國大學 - 三育大學 - 日本 - 四天王寺大學 - 札幌市立大學 - 長崎外國語大學 - 京都女子大學 - 尾道市立大學 - 越南 - 胡志明市人文社會科學大學 （页面存档备份，存于） - 菲律賓 - 菲律賓奧利瓦雷斯學院 - 泰國 - 泰國塔亞武里皇家理工大學 · | - 中国大陆 - 中國社會科學院歷史研究所 - 四川美術學院 - 北京科技大學 - 魯東大學 - 南京曉庄學院 - 溫州大學 - 首都師範大學 - 上海師範大學 - 太原理工大學 - 武夷學院 - 四川外國語大學 - 江南大學 - 西安建築科技大學 - 天津理工大學 - 六盤水師範學院 - 宜賓學院 - 山西農業大學信息學院 - 太原工業學院 - 重慶三峽學院 - 山西傳媒學院 - 江蘇理工學院 - 淮南師範學院 - 青島大學 - 濟南大學 |

## 校際聯盟
- 北二區區域教學資源中心
  - 組織成員：世新大學、臺灣大學、華梵大學、宜蘭大學、慈濟大學、東華大學、佛光大學、馬偕醫學院、大同大學、臺北醫學大學、臺灣師範大學、臺灣藝術大學、臺北教育大學
- 文山區大學圖書館聯盟
  - 組織成員：政治大學、世新大學、華梵大學、中國科技大學、景文科技大學

## 知名校友

### 藝術類
- 楊侖：美術系畢業，西班牙新銳藝術家，曾獲西班牙全國繪畫首獎「綠畫筆獎」，「青年前衛藝術獎」(Premio Joven Vanguarclasidia)首獎，西班牙全國法里納藝術獎-首獎。
- Candy Bird（糖果鳥，真名韓君岳）：美術系畢業，台灣知名塗鴉藝術家，2012年從雲門舞集第九屆「流浪者計畫」甄選活動中脫穎而出，榮獲補助，2013年旅行緬甸，並挑戰在緬甸街頭留下塗鴉創作。2013年受邀參加「2013亞洲藝術雙年展」，其塗鴉藝術作品散見於全台各地以及柏林、東京、聖保羅等地。2017年日本橫濱黃金町藝術中心駐村藝術家，2019年福岡亞洲美術館駐村藝術家。
- 施暖暖：美術系畢業，專職插畫家，獲得2019年台灣文博會年度最佳文創精品獎，2022年與龍緣之聯合創作繪本《小狐狸的媽媽；媽媽的小狐狸》，獲得日本插畫家協會插畫賞銅獎。
- 鍾華瑄：美術系畢業，第55屆十大傑出青年藝術及文化類獎。
- 林柏廷：美術系畢業，繪本作家，作品入選第81梯次「好書大家讀」優良少年兒童讀物。
- 王宗欣：美術系畢業，現任Dosomething Studio做創意有限公司創辦人，被譽為「三金設計師」，曾執行金鐘獎、金曲獎、金馬獎典禮視覺包裝，2021年擔任蛋堡〈家常音樂〉MV導演，獲得第32屆金曲獎最佳MV獎。

### 設計類
- 易瑋勝：工設系畢業，2022年台灣燈會「虎尾燈」設計師，天晴設計事務所總監。
- 江承堯：美術系畢業，金屬創作、玻璃藝術、公共藝術、裝置藝術等專職創作者。
- 王耀邦：建築系畢業，2014年創立格式設計展策與格式多媒，現為格式設計展策總監。

### 影視類
- 李俊宏：美術系畢業，2016年以公視人生劇展《衣櫃裡的貓》，榮獲第51屆金鐘獎剪輯獎，2017年再以公視首部新創電影《最後的詩句》，榮獲第52屆金鐘獎剪輯獎，2019年以電視劇《我們與惡的距離》，入圍第54屆金鐘獎戲劇類節目剪輯獎。2022年Netflix台灣原創影集《媽，別鬧了！》導演。
- 黃睿烽：美術系畢業，以動畫作品《紅斑點 RED SPOT》獲得「2014台灣國際學生創意設計大賽」獎金40萬元、「2014青春影展」金賞、「2014放視大賞」優勝、「巴哈姆特2014ACG創作大賽」金賞及「2014HPC第三屆功夫─國網3D動畫全國大賽」冠軍。2018年以《白線》榮獲台中國際動畫影展提案獎首獎。
- 董元皓：美術系畢業，2015年擔任紀錄片《灣生回家》的動畫指導一職，並執導作品《夜盲症》，入圍南方影展競賽單元及參加克萊蒙費宏短片市場展、福州影視展。
- 賀芊瑜：美術系畢業，專業電影電視特效化妝師，「形上特效化妝團隊」負責人之一，參與影集《誰是被害者》、《我的婆婆怎麼那麼可愛》等特殊化妝。

### 作家類
- 陳名珉：中文系畢業，以自身真實故事撰寫《我媽的異國婚姻》一書，被各大社群瘋傳，2022年Netflix發行的台灣原創影集《媽，別鬧了！》劇情內容即改編自此書，播出後引發廣大討論。
- 陳子衿：外文系畢業，已故作家。

### 宗教類
- 黃英傑：台灣第一位「漢人」獲得藏傳佛教認證的轉世成就者，為第三世巴麥欽哲仁波切，曾任華梵大學人文教育研究中心專任助理教授。現致力於弘法。

### 動保界
- 龍緣之：知名動保人士，台灣動物與人學會理事、ACTAsia亞洲代表。華梵大學哲學系畢業後，先後取得北京大學電影學碩士學位、(北京)清華大學科技哲學博士學位。自2011年起研究皮草產業，創立「動保龍捲風」粉專，為Culture and Animals Foundation 2019年度受獎人，在多種刊物上發表學術論文，以及動物研究、動物與藝術的相關文章。2022年與施暖暖聯合創作繪本《小狐狸的媽媽；媽媽的小狐狸》，獲得日本插畫家協會插畫賞銅獎。

### 政治類
- 王奕凱：肄業，太陽花學運幹部，曾參選台北市議員、立法委員。

### 學術教育類
- 李瑋皓：山東大學儒學高等研究院副教授。
- 簡慧貞：高雄大學通識中心兼任助理教授。
- 陳士濱：宏國德霖科技大學通識教育中心副教授。
- 楊健炘：僑光科技大學電腦輔助工業設計系助理教授。
- 曾議漢：東研所畢業，樹德科技大學生活產品設計系助理教授。
- 陳俊民：大仁科技大學多媒體設計系助理教授兼任系副主任。
- 王立鳳：曾任耕莘健康管理專科學校化妝品應用與管理科科主任。曾任台北海洋科技大學時尚造型設計系主任。現任黎明技術學院化妝品應用系專任副教授及學生事務處主任。

### 企業界
- 張可揚：緁思構創造娛樂有限公司負責人。

### 演藝圈
- 楊賢齡：藝名咖啡糖賢齡，好事聯播網、原民電視台主持人。
- 廖宏杰：《幸福的約定》、《姊姊立正向前走》、《愛的生存之道》等偶像劇編劇︒
- 東明相：美術系畢業，電影「練習曲」男主角，國內著名聽障表演藝術家暨創作者，2015以「公視人生劇展-天使的收音機」作品，入圍第50屆電視金鐘獎迷你劇集男主角獎。
- 陳向熙(Teddy)：偶像團體SpeXial團員。
- 丘晉宇：獨立樂團丘與樂主唱。
- 方琦：哲學系畢業，藝人梁佑南之女，亦為演員。
- 陳以仁：哲學系畢業，華梵舞蹈社社長，知名舞者、舞蹈老師，與劉懿珊、劉真合組「Very Three」（非常甜美眉），為高凌風伴舞。

關於完整的華梵大學校友資訊，請參照 校友之光 （页面存档备份，存于）

## 歷年日間部師生比及新生註冊率
- 112學年度日間部學生人數792，專任老師人數67，日間部師生比12.82（學生數/老師數）。[15]

- 112學年度新生註冊率77.92%。
- 113學年度新生註冊率73.61%。

## 参見
- 臺灣大專院校退場
- 發展典範科技大學計畫
- 獎勵大學教學卓越計畫

## 外部連結
- 華梵大學 （页面存档备份，存于）（中文）（英文）
- 華梵數位學習網 Moodle （页面存档备份，存于）（中文）（英文）
- 華梵大學部落格（中文）
- 大專校院校務資訊公開平台 （页面存档备份，存于）

### 其他相關連接
- 華梵大學 BBS （页面存档备份，存于）（中文）
- 華梵大學創辦人：曉雲法師 介紹（中文）
- 華梵大學天台學典藏中心（中文）
- 華梵前校長馬遜教授出家 法號隆迅（中文）
- 華梵大學在台灣棒球維基館上的頁面（繁體中文）